# Raphiptera
Raphiptera là một chi bướm đêm thuộc họ Crambidae.